# Curculioididae
Famille
Les Curculioididae forment une famille éteinte de ricinules.

## Distribution
Les espèces de cette famille ont été découvertes aux États-Unis en Illinois, en Allemagne, en Angleterre et en Birmanie. Elles datent du Carbonifère et de manière incertaine du Crétacé.

## Liste des genres
Selon The World Spider Catalog (version 18.5, 2018) :
- † Curculioides Buckland, 1837
- † Amarixys Selden, 1992

## Publication originale
- Cockerell, 1916 : Notes. Curculioididae nom. nov. for Holotergidae Petrunkevitch, 1913. Journal of the Washington Academy of Sciences, vol. 6, p. 236 (en).